# Les Religieuses du Saint-Archange
Pour plus de détails, voir Fiche technique et Distribution.
Les Religieuses du Saint-Archange (Le monache di Sant'Arcangelo) est un drame érotico-historique franco-italien réalisé par Domenico Paolella et sorti en 1973.
Le film prétend s'inspirer d'un récit attribué à Stendhal Cronaca del convento di Sant'Arcangelo a Bajano: Estratta dagli archivj di Napoli. Il s'agirait en fait de Le Couvent de Baïano, chronique du XVIe siècle, extraite des archives de Naples écrit vers 1829 de source anonyme, et dont Stendhal s'est lui-même inspiré pour ses Chroniques italiennes.

## Synopsis
En 1577, dans le royaume de Naples, l'Inquisition romaine a déclenché une chasse aux sorcières et la torture est autorisée dans les procès, tandis que les gens vivent dans la misère et la peur. Le beau noble espagnol Don Carlos se rend régulièrement au couvent du Saint-Archange de Baïano, où il vit une histoire d'amour avec Sœur Giulia de Mondragone, une religieuse puissante qui tente, par tous les moyens, de succéder à la mère supérieure mourante. Les autres nonnes luttent également contre leur vœu de célibat, certaines penchant pour le lesbianisme tandis que d'autres invitent secrètement des amants masculins dans leurs cellules. Pendant ce temps, une église corrompue espère bénéficier d'une donation aristocratique au couvent, avant de lancer une inquisition sur les activités lubriques et corrompues des pensionnaires du couvent. S'ensuivent des scènes graphiques de torture où les nonnes mécréantes sont déshabillées et torturées à l'aide de divers instruments afin d'obtenir la confession de leurs méfaits. Le film se termine par une condamnation retentissante de l'église corrompue et avide de pouvoir, prononcée par Sœur Giulia après qu'elle a été reconnue coupable et contrainte de prendre du poison pour mettre fin à ses jours.

## Fiche technique
Sauf indication contraire, les informations mentionnées dans cette section peuvent être confirmées par la base de données cinématographiques Unifrance,  présente dans la section « Liens externes ».
- Titre original italien : Le monache di Sant'Arcangelo[3]
- Titre français : Les Religieuses du Saint-Archange ou La Religieuse du Saint-Archange[4]
- Réalisateur : Domenico Paolella
- Scénario : Tonino Cervi, Domenico Paolella
- Photographie : Giuseppe Ruzzolini
- Montage : Nino Baragli
- Musique : Piero Piccioni
- Décors : Claudio Cinini (it), Giovanni Fratalocchi
- Costumes : Osanna Guardini
- Production : Mario Bregni, Pietro Bregni, Tonino Cervi, Jacques Leitienne, René-Marie Bobichon
- Sociétés de production : Produzioni Atlas Consorziate (Rome), Splendida Film (Rome), Les Films Jacques Leitienne (Paris), Imp.Ex.Ci - Importation Exportation Cinématographique (Nice)
- Pays de production :  Italie -  France
- Langue originale : italien
- Format : couleur par Technicolor - 1,85:1 - Son mono - 35 mm
- Durée : 103 minutes
- Genre : drame érotico-historique
- Dates de sortie :
  - Italie : 25 janvier 1973
  - France : 12 juin 1974[4]

## Distribution
- Anne Heywood : abbesse Giulia de Mondragone
- Ornella Muti : sœur Isabella
- Martine Brochard : sœur Chiara
- Pier Paolo Capponi : Don Carlos Ribera
- Luc Merenda : vicaire Carafa
- Muriel Catala : Agnes
- Claudia Gravì : sœur Carmela
- Duilio Del Prete : Pietro
- Claudio Gora : archevêque d'Arezzo
- Maria Cumani Quasimodo : abbesse Lavinia
- Gianluigi Chirizzi : Fernando
- Luigi Antonio Guerra :

## Production
La production a obtenu la permission de tourner les scènes dans un vrai couvent (l'abbaye de Fossanova à Priverno dans la province de Latina) parce que les religieux n'étaient pas informés précisément de l'intrigue.

## Postérité
Le groupe électro-industriel My Life with the Thrill Kill Kult a largement échantillonné la version anglaise du film dans des chansons telles que And This Is What the Devil Does et Kooler Than Jesus.